# Frank Siersleben

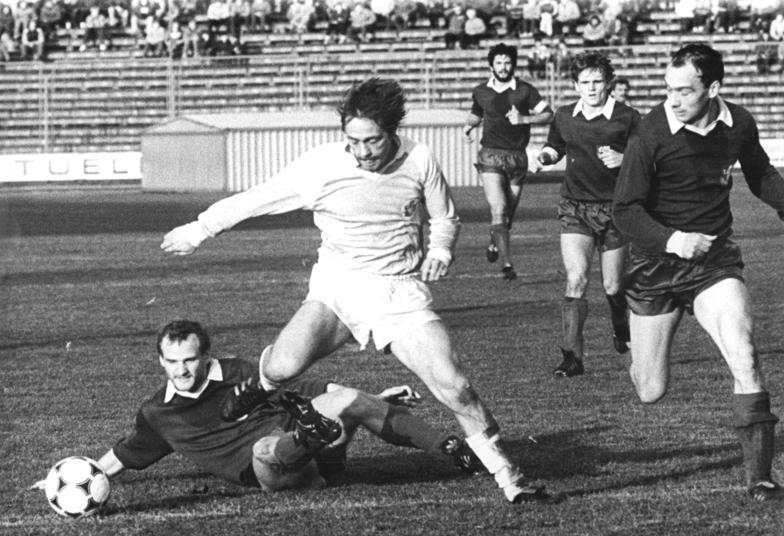
Frank Siersleben (links) im Jahr 1986

Frank Siersleben (* 8. Dezember 1960) ist ein ehemaliger deutscher Fußballspieler. In der höchsten Spielklasse des DDR-Fußballs, der Oberliga, spielte er für den 1. FC Magdeburg.

## Sportliche Laufbahn
Siersleben kam 1974 zur Jugendmannschaft des 1. FC Magdeburg. Als Juniorenspieler bestritt er 19 Länderspiele für die DDR-U18-Nationalelf. Später kamen noch vier Einsätze in der  Nachwuchsauswahl des DFV hinzu. 1978 wurde er vom FCM für dessen Nachwuchsoberligamannschaft als Abwehrspieler nominiert. Noch als Schüler wurde er für die Saison 1979/80 für die DDR-Oberligamannschaft des FCM gemeldet. Am 25. August 1979, dem 2. Saisonspieltag, kam er zu seinem ersten Oberligaeinsatz. In der Begegnung 1. FCM – Chemie Leipzig (4:0) wurde er als linker Verteidiger aufgeboten. Insgesamt wurde er in seiner ersten Oberligaspielzeit zehnmal eingesetzt. In der folgenden Saison spielte Siersleben, der 1980 ein Studium zum Diplomsportlehrer begonnen hatte, nur in der Nachwuchsoberliga. Erst 1983/84 gelang es ihm, in der 1. Mannschaft mit 16 Punktspielen dauerhafter Fuß zu fassen.
Siersleben bestritt für den 1. FC Magdeburg sechs Spiele in den europäischen Pokalwettbewerben. Sein erstes Europapokalspiel war das Erstrundenspiel im UEFA-Pokal Athletico Bilbao – 1. FCM (2:0) am 17. September 1986, in dem er auf seiner Stammposition als linker Verteidiger eingesetzt wurde. Anschließend war er in allen weiteren Europapokalspielen des FCM bis Herbst 1990 dabei, von denen allerdings nur zwei siegreich ausgingen.
Ab 1984 gehörte der 1,74 Meter große Siersleben endgültig zum Stamm der Oberligamannschaft, bestritt bis zum Ende der DDR-Oberliga 1991 nie weniger als 20 Punktspiele in einer Saison. Nachdem der FCM 1991 die Qualifikation für die 2. Bundesliga verpasst hatte, spielte Siersleben noch bis 1994 in der damals drittklassigen NOFV-Amateur-Oberliga. Hier kam er in 98 Punktspielen zum Einsatz. Inzwischen war er nicht mehr defensiver Spieler, sondern in das Mittelfeld vorgerückt und kam so auch zu mehr Torerfolgen. War er in der DDR-Oberliga nur zu zwei Punktspieltoren gekommen, erzielte er in der NOFV-Oberliga zehn Treffer. In der Saison 1993/94 war Siersleben Mannschaftskapitän des FCM. Mit dem Endspiel um den Landespokal Sachsen-Anhalt am 18. Mai 1994 gegen den Halleschen FC (3:4) beendete er seine Laufbahn beim 1. FC Magdeburg. Er konnte auf 299 Punktspiele, 42 nationale und 6 internationale Pokalspiele zurückblicken. Neben seinen 12 Punktspieltoren erzielte er weitere zwei Tore in den nationalen Pokalwettbewerben.
Nachdem der FCM 1994 die Qualifikation zur neuen drittklassigen Regionalliga Nordost verpasst hatte, folgte Siersleben zusammen mit Reinhard Rother seinem ehemaligen Mannschaftskameraden Rolf Döbbelin, der Trainer bei Fortuna Magdeburg war. Mit Fortuna schaffte er den Aufstieg in die damals viertklassige Oberliga. Hier spielte Siersleben bis 1999, ehe er seine sportliche Laufbahn nach einem Jahr beim Magdeburger Landesligisten MSV Börde 2000 beendete.

## Trainerlaufbahn
Direkt nach dem Ende seiner Spielerkarriere übernahm Frank Siersleben das Traineramt seines letzten Vereins MSV Börde. 2003 wechselte Siersleben zurück zum 1. FC Magdeburg. Er trainierte die zweite Mannschaft des Vereins und führte diese innerhalb von vier Jahren von der Stadtliga in die Verbandsliga. Nach internen Unstimmigkeiten wurde Siersleben im Frühjahr 2007 von seinen Aufgaben freigestellt. Im Mai 2011 wurde Siersleben Trainer beim achtklassigen FSV Barleben, mit dem er zur Saison 2011/12 in die sachsen-anhaltische Landesliga aufstieg.

## Trivia
Sein im Jahr 2000 geborener Sohn Tim begann seine Laufbahn als Fußballer beim 1. FC Magdeburg und wechselte 2016 zum VfL Wolfsburg. Er absolvierte mehrere Einsätze in Nachwuchsauswahlmannschaften des DFB und debütierte am letzten Spieltag der Saison 2020/21 in der Wolfsburger Erstligaelf. In der Saison 2022/23 stieg er mit dem 1. FC Heidenheim in die Bundesliga auf.